# 森口華弘
森口 華弘（もりぐち かこう、明治42年（1909年）12月10日 - 平成20年（2008年）2月20日）は、日本の染織家で友禅染めの重要無形文化財保持者（人間国宝）。蒔糊技法を用いた友禅染め作品で知られる。

## 略伝
森口華弘は、明治42年（1909年）12月10日に滋賀県野洲郡守山町字岡（現滋賀県守山市岡町）の森口周治郎・とめ夫妻の子として生まれ、平七郎と名付けられた。森口家は農業と米屋を営み、華弘は5人兄弟の3番目3男で偏食、病弱小柄で大変大人しく、誰彼構わず喧嘩をするガキ大将ですら平七郎とは一度も喧嘩をしなかったと伝えられる。12歳で小学校を卒業すると、遠縁が営む京都の薬店に奉公に出、夜は薬剤師を目指し薬学校夜学部に通ったが、制度変更から薬剤師になるためには専門学校卒業が義務付けられ、金銭的にゆとりがなく専門学校に進学できない平七郎は薬剤師になることを断念せざるを得なかった
。
この頃、たまたま店頭に貼ってあった平七郎の絵に型絵友禅の図案を作る職人が興味を持ち、彼に染色をやってみないかと誘った。以前から絵を描くことが好きであった平七郎は、これを契機に一旦実家に戻り薬店を辞め、染色を行いたいことを父に申し出た。最初は反対していた父も、母の従兄坂田徳三郎の助言から漸く同意し、大正13年（1924年）10月10日数え16歳の時、坂田に連れられ京友禅師3代目中川華邨の門を叩き住み込みの弟子となった。当時16歳での弟子入りは遅かったが、「好きこそ物の上手なれ」との言葉通り平七郎は精励し、師匠である華邨の好意で疋田芳沼のもとへ週一回通い日本画を学ぶことまで許されるようになった。夜寝る時間も惜しみ師匠の図柄や手本を写すなど修行に励み、20歳の頃睡眠不足から神経衰弱となり徴兵検査で不合格となったところ、徴兵検査官から「兵隊になるばかりが男子の勤めではない、染色をやり通すことも国への立派な奉公だ」と励まされた。その頃、母の従兄から染色師としての雅号「華弘（華邨派を広めるとの意味）」が贈られ、25歳になってから使うようにと言われた。
昭和11年（1936年）1月8日妻知惠と結婚し、昭和14年（1939年）1月京都市中京区衣棚小路に工房を構え独立した。結婚後、師匠である華邨より独立は3年待てと言われ29歳と遅い独立となったが、華邨出入りの業者であった安田商店が華弘とも仕事をしたいとの申し出があり、本来師匠筋の顧客とは仕事をしないとの不文律があったが特に師匠の許しもあり、友禅扱い大手である安田商店の仕事を引き受けるようになった。弟子を持つようになり、昭和16年（1941年）安田商店が設立した友禅工芸会社の取締役技術部長を兼ね、昭和17年（1942年）第1回個展を呉服問屋として大手の市田東京店で開催した。昭和20年（1945年）終戦後、進駐軍相手にネッカチーフに手染めしたものを売り暮らしを支えた。その後、問屋から注文を請け染色を行うのではなく、独立した友禅作家として活動することを市田と相談の上決め、昭和24年（1949年）市田柳選会に参加し友禅作家として初の新作発表を行った。
華弘は昭和14年（1939年）独立した頃、東京の上野の帝室博物館で偶然衣裳の一部に蒔糊の技法を用いているのを発見し、これを砂子のように全面に施す発想を得、苦心して森口流の蒔糊技法を創案した。多彩の友禅をあえて淡色の濃淡だけで表し、また桂離宮の竹垣や修学院離宮の造作などから新しいイメージを発想して特異な模様を創造した。菊の花一輪を着物全体に描き、裾にいくほど花の形が大きくなり、しかも色調を変化させることで立体感を出す七五三技法などを編み出した。昭和30年（1955年）衣裳全体に蒔糊を施した縮緬地友禅訪問着『早春』で第2回日本伝統工芸展朝日新聞社賞を受賞した。同年日本工芸会の正会員となり、日本伝統工芸展の監査員に就任して昭和42年（1967年）重要無形文化財保持者（人間国宝）に認定された。以降、京都友禅研究会を発足し友禅の研究と後進の指導を行い、日本工芸家染色部門の役員として染色の伝導や染色による社会的活動に奔走し、昭和46年（1971年）紫綬褒章、昭和57年（1982年）勲四等旭日小綬章を夫々受章受勲した。平成19年（2007年）には次男であり弟子である森口邦彦が重要無形文化財「友禅」の保持者に認定された。平成10年（1998年）には故郷滋賀県守山市の名誉市民第一号の称号を受け、平成20年（2008年）2月20日98歳で死去した。

## 年譜
明治42年（1909年） 滋賀県野洲郡守山町に生まれる 本名 平七郎。
大正13年（1924年） 中川華邨に友禅を、疋田芳沼に日本画を学ぶ。
昭和11年（1936年）1月8日 妻知惠と結婚。
昭和14年（1939年）1月 京都市中京区衣棚小路に工房を構え独立。
昭和30年（1955年） 第二回日本伝統工芸展　朝日新聞社賞受賞。
昭和31年（1956年） 第三回日本伝統工芸展　文化財保護委員会会長賞受賞。
昭和33年（1958年） 第一回個展開催（東京・以後毎年開催）。
昭和42年（1967年） 重要無形文化財「友禅」保持者に認定される。
昭和46年（1971年） 紫綬褒章受章。
昭和49年（1974年） 京都市文化功労賞受賞。
昭和51年（1976年） 「友禅－森口華弘撰集」（求龍堂）刊行。
昭和55年（1980年） 「森口華弘五十年展」（東京・京都　日本経済新聞社主催）開催。
昭和57年（1982年） 勲四等旭日小綬章受章。
昭和60年（1985年） 「友禅・人間国宝　森口華弘展」（石川県美術館　北陸中日新聞社主催）開催。
昭和61年（1986年） 「現代染織の美 森口華弘・宗廣力三・志村ふくみ展」（東京国立近代美術館　日本経済新聞社主催）開催。
昭和62年（1987年） 「人間国宝・友禅の技　森口華弘展」（滋賀県立近代美術館 朝日新聞社主催）開催。
平成6年（1994年） 京都府文化特別功労賞受賞。
平成10年（1998年） 滋賀県守山市の名誉市民第一号の称号を受ける。友禅の伝承・振興でポーラ伝統文化賞受賞。日本工芸会正会員　参与就任。
平成20年（2008年）2月20日 永眠。

## 関連事項
著書
- 「友禅 森口華弘撰集」（求竜堂 1976年）

森口華弘に関連する書籍
- 「森口華弘五十年展 友禅 人間国宝」（日本経済新聞社 1976年）
- 「友禅人間国宝森口華弘展」（石川県美術館・北陸中日新聞編 北陸中日新聞 1982年）
- 「現代染織の美 森口華弘・宗広力三・志村ふくみ」（東京国立近代美術館編 日本経済新聞社 1985年）
- 「森口華弘 人間国宝・友禅の技 特別展」（朝日新聞社編 滋賀県立近代美術館 1986年）
- 「森口華弘・邦彦展 父子友禅人間国宝」（滋賀県立近代美術館 2009年）
- 「月刊文化財(315) 1989年12月」 P16「昭和63年度伝統工芸技術記録映画シリーズ(16) 友禅 森口華弘のわざ」（文化庁文化財部）
- 「月刊文化財(445) 2000年10月」 P9「インタビュー「文化財を伝える」希望は人生の宝」（文化庁文化財部）
- 「現代の眼(通号532) 2002年」 P10「作品研究 友禅における染めの現代-森口華弘の作品をめぐって」（国立美術館東京国立近代美術館）
- 「現代の眼(通号598) 2013年」 P8「特集 所蔵作品展 花咲く工芸 森口華弘の花 着物に咲くデザイン」（国立美術館東京国立近代美術館）
- 「月刊染織α(通号268) 2003年7月」 P58「証言 京都染織工芸の20世紀(23) 現代の友禅を追求する親子作家 森口華弘・邦彦」（染織と生活社）